# Phasia australiensis
Phasia australiensis är en tvåvingeart som beskrevs av Sun 2003. Phasia australiensis ingår i släktet Phasia och familjen parasitflugor. Inga underarter finns listade i Catalogue of Life.